# Asociația Chinologică Română
Asociația Chinologică Română (AChR) este asociația crescătorilor de câini din România. AChR este membră a Fédération Cynologique Internationale (FCI).
Prima asociație chinologică din România a fost inființată la Brasov în 1913 (Asociația Brașoveană Canină). "Societatea pentru Îmbunatățirea Rasei Canine din România" a fost înființată în anul 1927 și a obținut personalitate juridică în anul 1933, devenind membră a Federației Chinologice Internaționale. Această asociație și-a încetat existența după 1945, sub regimul comunist.
Asociația Chinologică Română a fost înființată în anul 1969 la Arad, devenind membru al Federației Chinologice Internaționale în anul 1973.